# José Luis Muñoz
José Luis Muñoz Muñoz (Rancagua, 24 luglio 1987) è un ex calciatore cileno, di ruolo attaccante.